# Stan Dragoti
Stanley G. Dragoti (* 4. Oktober 1932 in New York City; † 13. Juli 2018 in Los Angeles, Kalifornien) war ein US-amerikanischer Filmregisseur und Drehbuchautor.

## Leben
Stanley G. Dragoti wurde als Sohn albanischer Einwanderer, die aus dem Dorf Dragot nahe Tepelena in Südalbanien kamen, in New York City geboren. Bereits mit sieben Jahren interessierte er sich für das Zeichnen und versuchte mit einem kleinen Portfolio einen Job als Cartoonist zu bekommen. Mit 19 verließ er die Schule und absolvierte seine Militärzeit bei der United States Navy in Manhattan. Anschließend studierte er an der Cooper Union und dem Visual Arts College und arbeitete in der Werbeabteilung von Compton's.
1979 wurde Stan Dragoti am Flughafen Frankfurt Main dabei erwischt, wie er 25 g Kokain nach Deutschland schmuggeln wollte. Er hatte es in mehrere Glasfläschchen unter Heftpflastern auf seiner Haut versteckt. Er war mit drei Begleitern auf der Durchreise zum Cannes Film Festival. Ihm drohten bis zu 10 Jahre Haft. Als Grund für seinen Drogenkonsum gab er an, dies zu benötigen, um die Trennung von seiner Frau, der Schauspielerin Cheryl Tiegs und den Stress verarbeiten zu können. Er wurde zu einer Freiheitsstrafe von 21 Monaten auf Bewährung und 100 000 Mark Geldbuße verurteilt.
Dragoti debütierte 1972 mit dem Western Dreckiger kleiner Billy und drehte bis zu seinem letzten Film 1991 Armadillo Bears – Ein total chaotischer Haufen, noch vier weitere Kinofilme.

## Filmografie (Auswahl)
- 1972: Dreckiger kleiner Billy (Dirty Little Billy)
- 1979: Liebe auf den ersten Biss (Love at First Bite)
- 1983: Mr. Mom
- 1985: Der Verrückte mit dem Geigenkasten (The Man with One Red Shoe)
- 1989: Hände weg von meiner Tochter (She’s Out of Control)
- 1991: Armadillo Bears – Ein total chaotischer Haufen (Necessary Roughness)